# Birendra Nath Sircar
Birendra Nath Sircar (häufig B. N. Sircar, Birendranath Sircar; Bengalisch: বিরেন্দ্র নাথ সরকার, Birendra Nāth Sarkār bzw. বি এন সরকার; * 5. Juli 1901 in Bhagalpur; † 28. November 1980 in Calcutta) war ein indischer Filmproduzent und -funktionär.

## Leben
Birendra Nath Sircar wurde als zweiter Sohn von Sir Nripendra Nath Sircar, Advocate General des ungeteilten Bengalen und Mitglied des Rates des Vizekönigs, geboren. Er studierte Bauingenieurwesen an der London University und arbeitete nach seinem Abschluss dort bei „Martin Burn & Company“. Durch die Bauüberwachung von Filmtheaterbauten 1928/29 gewann er Interesse am Filmgeschäft und gab seinen Job auf.
Er ließ sein eigenes Kino „Chitra“ (später umbenannt in „Mitra“) im Norden Kolkatas bauen, das im Dezember 1930 durch Subhash Chandra Bose eröffnet wurde. 1931 übernahm er die Leitung eines weiteren Kinos in Howrah, das er zum Tonfilmkino umbaute. Sein drittes Kino mit dem Namen „New Cinema“, in dem ausschließlich Hindi-Filme aufgeführt wurden, errichtete er 1932 im Zentrum Kolkatas. Daneben besaß er Filmvorführstätten in Burdwan, Benares und Shillong.
1930 hatte Sircar die Produktionsgesellschaft „International Filmcraft“ gegründet, unter deren Namen er zwei Stummfilme seiner Mitgesellschafter Prafulla Roy und Charu Roy produzierte. Mit Beginn der Tonfilmzeit in Indien eröffnete er Anfang 1931 sein Studio im Süd-Kolkataer Stadtteil Tollygunj und benannte seine Firma in „New Theatres“ um. In den 24 Jahren ihres Bestehens entstanden etwa 150 Filme, von denen einige auch in Sprachversionen auf Hindi oder Tamil entstanden, um außerbengalische Märkte bedienen zu können. Obgleich der Fokus auf Gewinnerzielung stand, legte Sircar Wert darauf hochwertige Stoffe zu sozialkritischen Themen sowie Literatur von Bankimchandra Chattopadhyay, Rabindranath Thakur oder Sharatchandra Chattopadhyay verfilmen zu lassen. Neben der Förderung talentierter Filmschaffender wie Premankur Atorthy, P. C. Barua, Bimal Roy, Debaki Bose, Phani Majumdar, Timir Baran, Nitin Bose, K. L. Saigal, Pankaj Mullick, Sisir Bhaduri, Amar Mullick, R. C. Boral, K. C. Dey, Durgadas Bannerjee, Sailajananda Mukherjee, Jiban Ganguly, Sushil Majumdar, Pahadi Sanyal, Prithviraj Kapoor, Kanan Devi, Chandrabati Devi, Dhiren Ganguly, Jamuna Barua oder Chhabi Biswas gehörte zu Sircars Errungenschaften auch die Einführung des Playbackgesangs im indischen Film in Nitin Boses Bhagya Chakra/Dhoop Chhaon (Bengali/Hindi, 1935).
Nach der Schließung der New-Theatres-Studios 1955 zog sich Sircar aus dem Filmgeschäft zurück, war aber weiterhin als Funktionär in mehreren Filmorganisationen tätig. Er war unter anderem Präsident der Bengal Motion Picture Association, Präsident der Film Federation of India, Mitglied des Central Board of Film Censors (ab 1951) und der Film Finance Corporation (ab 1960) und Gründungsmitglied der Children’s Film Society (1955).
1971 wurde Birendra Nath Sircar mit dem Dadasaheb Phalke Award ausgezeichnet, 1972 mit dem Padma Bhushan.